# Milas–Bodrums flygplats
Milas–Bodrums flygplats (IATA: BJV, ICAO: LTFE) är en flygplats i den sydvästra delen av Turkiet. Flygplatsen har både reguljär och charterflyg och tack vare högre passagerarantal år efter år öppnades en ny terminal att öppna 2012.